# Дороти и Волшебник в стране Оз
«Дороти и Волшебник в Стране Оз» (англ. Dorothy and the Wizard in Oz) — опубликованная 18 июня 1908 года четвёртая книга американского писателя Лаймена Фрэнка Баума из серии сказок о стране Оз. Одна из двух книг из серии сказок о Стране Оз, иллюстрированная в акварели (Вторая книга — Изумрудный город страны Оз). Книга написана вскоре после землетрясения 1906 года в Сан-Франциско, поэтому события в ней начинаются с землетрясения, во время которого Дороти, её двоюродный брат Зеб, а также Волшебник Оз, проваливаются под землю и начинают долгий путь на поверхность Земли. В этой книге действие происходит, в основном, вне Страны Оз, и только последние шесть глав вновь возвращают нас в эту страну
Книга была посвящена Харриет Альвена Баум Нил, старшей сестре автора.

## Описание сюжета
Дороти приезжает в Калифорнию, когда там происходит землетрясение. В результате разлома поверхности она, сопровождающий её кузен Джебедая (Джеб) а также старый конь Джим проваливаются сквозь землю, где оказываются в мире стеклянных городов со слабой гравитацией. Этот мир населён удивительной нацией людей-растений, которые впрочем не особо рады своим невольным гостям, так что Дороти, Джеб и Джим, а также случайно попавший туда волшебник Оз и розовый котёнок Эврика вынуждены бежать. Вскоре они попадают в мир невидимок, затем им приходится карабкаться по высокой горе, где они находят гнездо с детёнышами дракона. Но вот наконец их путешествие заканчивается в стране Оз, где героев встречают Озма, Железный Дровосек, Страшила. Но это ещё не конец неприятностей. Озма заподозрила розового котенка в том, что тот съел её любимого поросёнка, и устраивает суд. Но всё заканчивается хорошо, поросёнок цел, котёнок не виноват, Дороти снова возвращается домой в Канзас.

## Сюжетная ошибка
В одной из предыдущих книг упоминается, что принцесса Озма была похищена волшебником Оскаром, который не хотел терять власть над страной, и отдана на попечение Момби. 
Здесь же Озма была похищена самой Момби, которая захватила власть над севером страны Оз, но позже была свергнута доброй колдуньей.

## Адаптации
Книга не была экранизирована. Однако по ней были сделаны слайды для волшебного фонаря, которые демонстрировались как бонус к представлению «Волшебная фея и радиопьесы» (спектаклю по первым трём книгам о стране Оз и сказке «Джон Дау и херувим», сопровождавшемуся кинофильмом и слайд-шоу). Слайды, как и кинофильм, не сохранились.